# Emin Əhmədov
Emin Əhmədov (ur. 6 października 1986 w Baku) – azerski zapaśnik startujący w stylu klasycznym, brązowy medalista olimpijski.
Największym jego sukcesem jest brązowy medal igrzysk olimpijskich w Londynie w kategorii 74 kg.
Piętnasty na mistrzostwach świata w 2014. Zajął siedemnaste miejsce na mistrzostwach Europy w 2017. Trzeci w Pucharze Świata w 2014 i szósty w 2016 roku.